# Цона Стадио Креспи (Бергамо)
Цона Стадио Креспи је насеље у Италији у округу Бергамо, региону Ломбардија.
Према процени из 2011. у насељу је живело 96 становника. Насеље се налази на надморској висини од 177 м.